# Evolutononion
Evolutononion es un género de foraminífero bentónico de la subfamilia Nonioninae, de la familia Nonionidae, de la superfamilia Nonionoidea, del suborden Rotaliina y del orden Rotaliida. Su especie tipo es Evolutononion shansiense. Su rango cronoestratigráfico abarca desde el Pleistoceno superior hasta la Actualidad.

## Clasificación
Evolutononion incluye a las siguientes especies:
- Evolutononion dumonti
- Evolutononion shansiense
- Evolutononion weiheense